# GPU-Z
GPU-Z is een computerprogramma dat informatie over de GPU verzamelt. De software ondersteunt zowel NVIDIA- als ATI/AMD-videokaarten. Er is ook een mobiele versie voor Android.

## Functies
GPU-Z kan de sensorwaarden van de videokaart uitlezen en weergeven. Het toont de standaard kloksnelheden, overklokte snelheden en 3D-klokken indien aanwezig. Het is mogelijk om een GPU-test uit te voeren om de prestaties via PCI Express te meten. GPU-Z toont ook:
- BIOS-versie en uitgavedatum,
- De ondersteunde DirectX-versie,
- Geheugentype en geheugengrootte,
- De busbreedte.